# Zhou Long
Zhou Long (chinesisch 周龍 / 周龙, Pinyin Zhōu Lóng, * 8. Juli 1953 in Peking) ist ein US-amerikanischer Komponist und Hochschullehrer chinesischer Herkunft. Er wurde 2011 mit dem Pulitzer Prize of Music ausgezeichnet.

## Leben und Werk
Zhou Long erhielt bereits früh Klavierunterricht. Während der Kulturrevolution arbeitete er in einem landwirtschaftlichen Betrieb. 1973 nahm er seine musikalischen Studien wieder auf und schrieb sich 1977, nach Wiedereröffnung des Central Conservatory of Music in Peking, dort ein. Von 1983 bis 1985 war er Composer-in-Residence beim China Broadcasting Symphony Orchestra. 1985 übersiedelte er in die USA und studierte mit einem Stipendium an der Columbia University. Zu seinen dortigen Lehrern zählten Chou Wen-chung, George Edwards und Mario Davidovsky. 1993 schloss er sein Studium mit der Promotion ab, nachdem er bereits 1989 die künstlerische Leitung von Music from China übernommen hatte, eines New Yorker Ensembles, das Konzerte mit traditioneller chinesischer Musik darbietet.
Zu den zahlreichen Auszeichnungen von Zhou Long gehören Stipendien der Guggenheim Foundation und Kussewizki Foundation, Erste Preise beim International Composition Competition d’Avray in Frankreich (1991, für Dhyana) und beim BBC Masterprize Competition (1998, für Two Poems from Tang) sowie 2003 der Academy Award in Music der American Academy of Arts and Letters. 2011 erhielt Zhou Long für seine erste Oper, Madame White Snake, die 2010 ihre Premiere an der Opera Boston erlebte und im gleichen Jahr auch mit dem Bejing Philharmonic Orchestra aufgeführt wurde, den Pulitzer Prize of Music. Für 2012/13 wurde er mit dem jeweils 2-jährigen Stoeger Prize ausgezeichnet.
Zhou Long hat eine Professur für Komposition an der University of Missouri–Kansas City inne, hinzu kamen Gastprofessuren am Brooklyn College und der University of Memphis, ferner Vorlesungen und Meisterklassen in China und den USA.
Zhou Long ist seit 1999 amerikanischer Staatsbürger und mit der Komponistin Chen Yi verheiratet.
Die Musik von Zhou Long verbindet Instrumentarium und Gedankengut chinesischer Tradition mit zeitgenössischen westlichen Besetzungen und Techniken. Neben der Kombination chinesischer und westlicher Instrumente in einigen Werken für diverse, auch großorchestrale Besetzungen experimentierte er auch mit Elektronik und schrieb Neue Musik für traditionelle chinesische Ensembles.